# エレファント勲章
エレファント勲章（デンマーク語: Elefantordenen）は、デンマークでもっとも位の高い勲章である。起源は15世紀にさかのぼるとされ、1693年に初めて記録に載った。1849年施行のデンマーク王国憲法によると王族および国家元首に授ける勲章である。

フレゼリク4世の紋章を取り巻く頸飾2本。ダンネブロ勲章 (内) とエレファント勲章 (外)

エレファント勲章の頸飾

## 歴史
聖母友愛兄弟団 Fellowship of the Mother of God (デンマーク語で"Guds Moders Selskab") の創設はデンマークのクリスチャン1世の時代の1457年前後で、会員のしるしのメダルはエレファント勲章の原形といわれる。勲等が1等級という決まりはキリスト教兄弟団をうんだカトリック教と無関係ではない。聖母友愛兄弟団 (コンフラタニティ) の会員数はデンマーク貴族およそ50人、団のメダルは陽光に包まれ幼いキリストを抱く聖母マリアの姿を三日月に刻んであった。メダルをさげる鎖は象を連ねてあり、現在の勲章の頸飾に似ている。1536年の宗教改革により兄弟団はすたれ、その後フレゼリク2世の時代になると表面に王の姿を刻ませた象のメダルを与えはじめている。象の形を選んだのは、兄弟団の聖職者が象の形の頸飾を用いたことにちなむともいい、象は純潔と信心深さの象徴であったと考えられる。エレファント勲章のメダルは見張り塔を背に載せた象の紋章であり、ヨーロッパの図像学に定着したデザインである。もとの図像は象の背に象かご (天蓋つきの座席) を載せていたものを、なじみのない象かごを塔に置き換えたとみられる(図1参照)。
現在のデザインは1693年12月1日にクリスチャン5世が定め、最高位の君主と王子・王女のほかは一等級とし、貴族騎士をふくむ30人に限って叙任すると規定され、その後1958年の法令により男性も女性もともに授与の対象とされた。勲騎士は一族の紋章を楕円形のカンバスに描かせてフレデリクスボー城 (ヒレレズ) の礼拝堂に納めてきた (図4 参照) 。
クリスチャン4世はエレファント勲章より早く「拳の勲章」を定めており、やがてエレファント勲章の象の背にかけた布に「武具をつけ剣を構えた腕」というモチーフとして組み込まれていく。1633-1634年に叙勲された2種類の勲章のデザインを合わせた実例を見ることができる。
「拳の勲章」は独特のデザインで、スウェーデンとのカルマル同盟の後に騎士たちの戦功を称えようと1616年12月2日に制定したとされる。メダルは肘を曲げた腕の形で青いエナメル塗装をしてダイアモンドを連ね、拳に鉄の剣を握らせたデザイン。メダルに付いた金鎖2本に青い大綬を通し、首にかけたと考えられる。また「試作品」が伝世し、ローゼンボー城と国立歴史博物館 (フレデリクスボー城)の収蔵品のほかに個人蔵で文献で確認と照合のできるものがあるという。

図1 エレファント勲章の頸飾とメダル
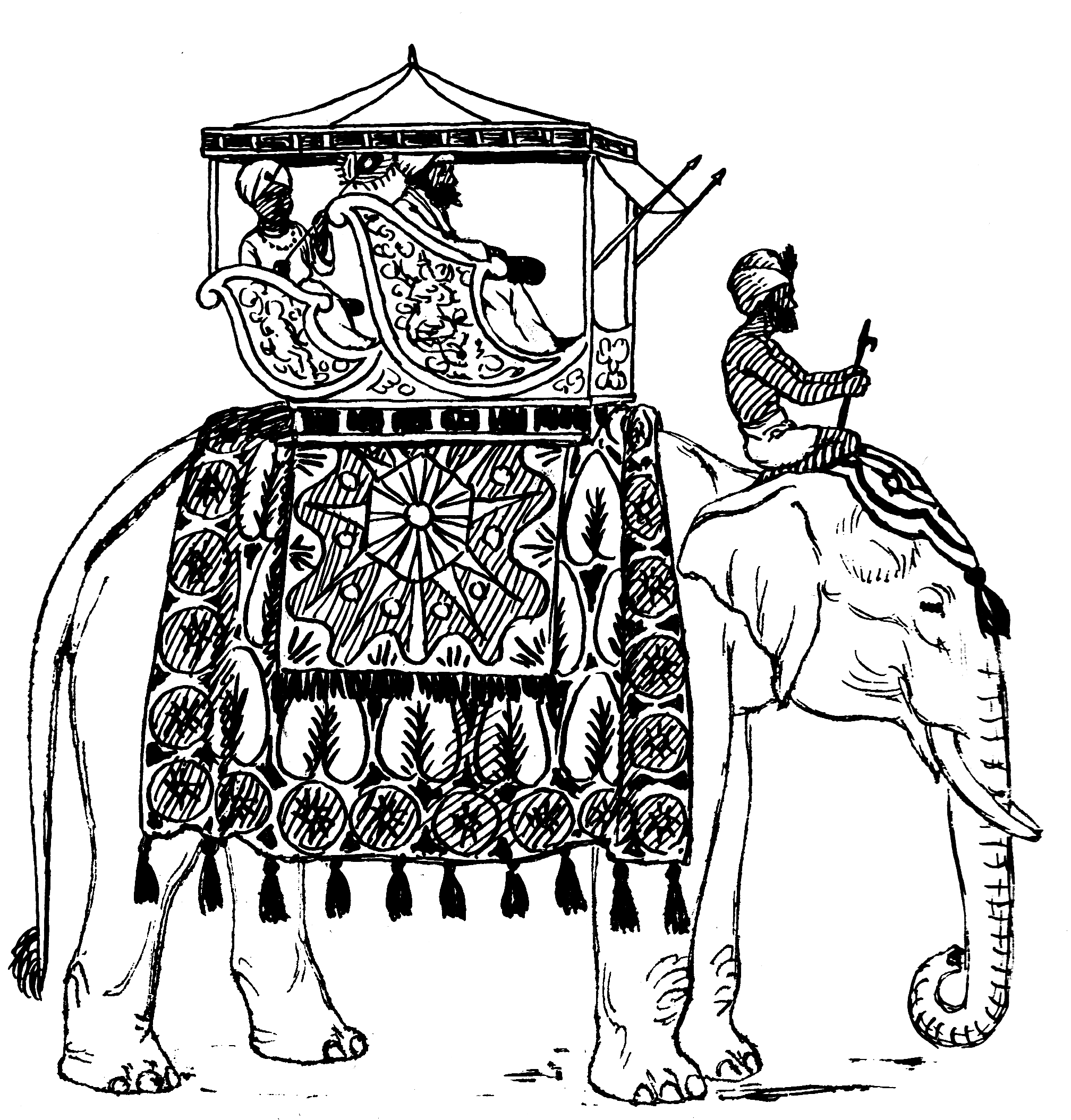
古典の図像 (象かご)
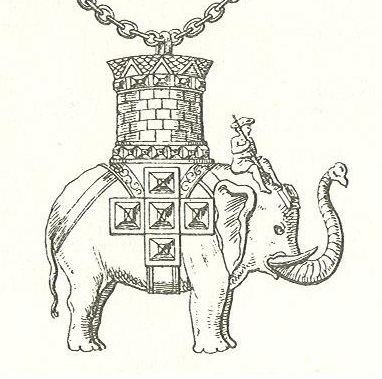
メダル (見張り塔)
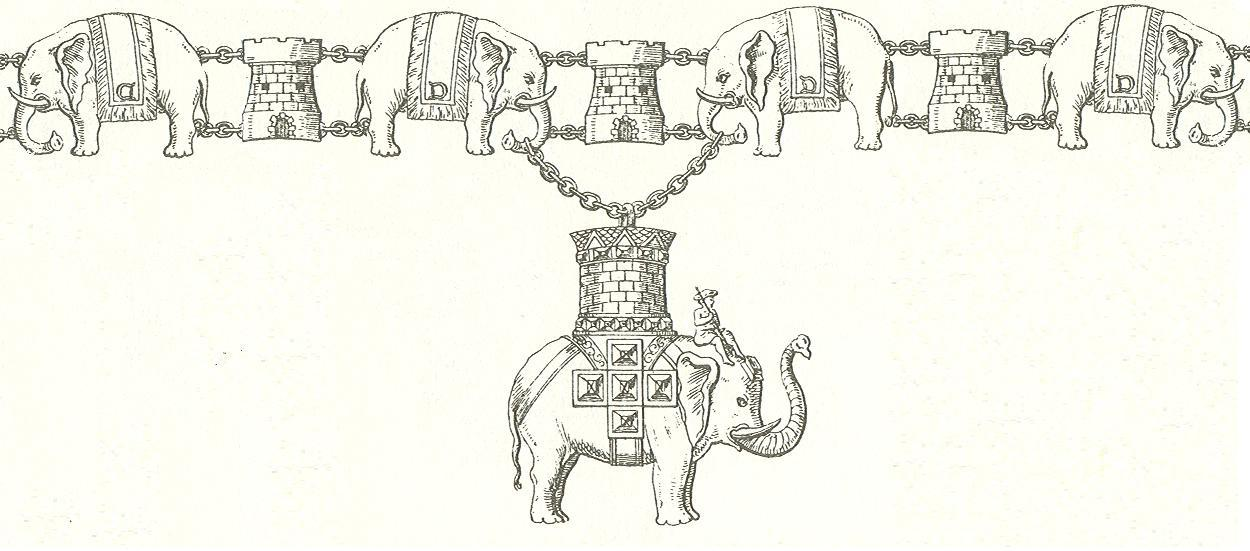
上・頸飾 (象と塔の連続模様)　下・メダル
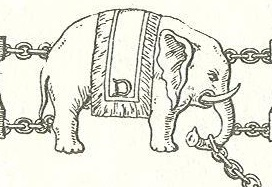
頸飾の象に頭文字「D」

## 佩用
デンマーク王室が最高位にあり18歳以上の王族の佩用を認め、外国の元首を叙することもある。ごくまれに一般市民に与える場合があり、王族でも国家元首あるいはその経験者でもない受勲者には、最近は実業家でフィランソロピストのマースク・マッキニー・モラー (英語版) の例がある。
エレファント勲章はエレファント勲騎士の一等級のみである (デンマーク語の正式名称 Ridder af Elefantordenen の略称 R.E. がしばしば使われる)。勲騎士はデンマーク王国の序列第1位、「閣下」「閣下夫人」(略称 HE) の称号を許される。
勲章、星章、頸飾を受ける者は勲騎士のうちデンマーク王室の王族と配偶者、さらにスカンジナビア諸国の国家元首と配偶者である。その他の国家元首は勲章、星章のみ受章。公的記録によれば現在までに授与された点数は72点前後という。

## 勲章

### デザインと衣裳
(デンマーク語版)

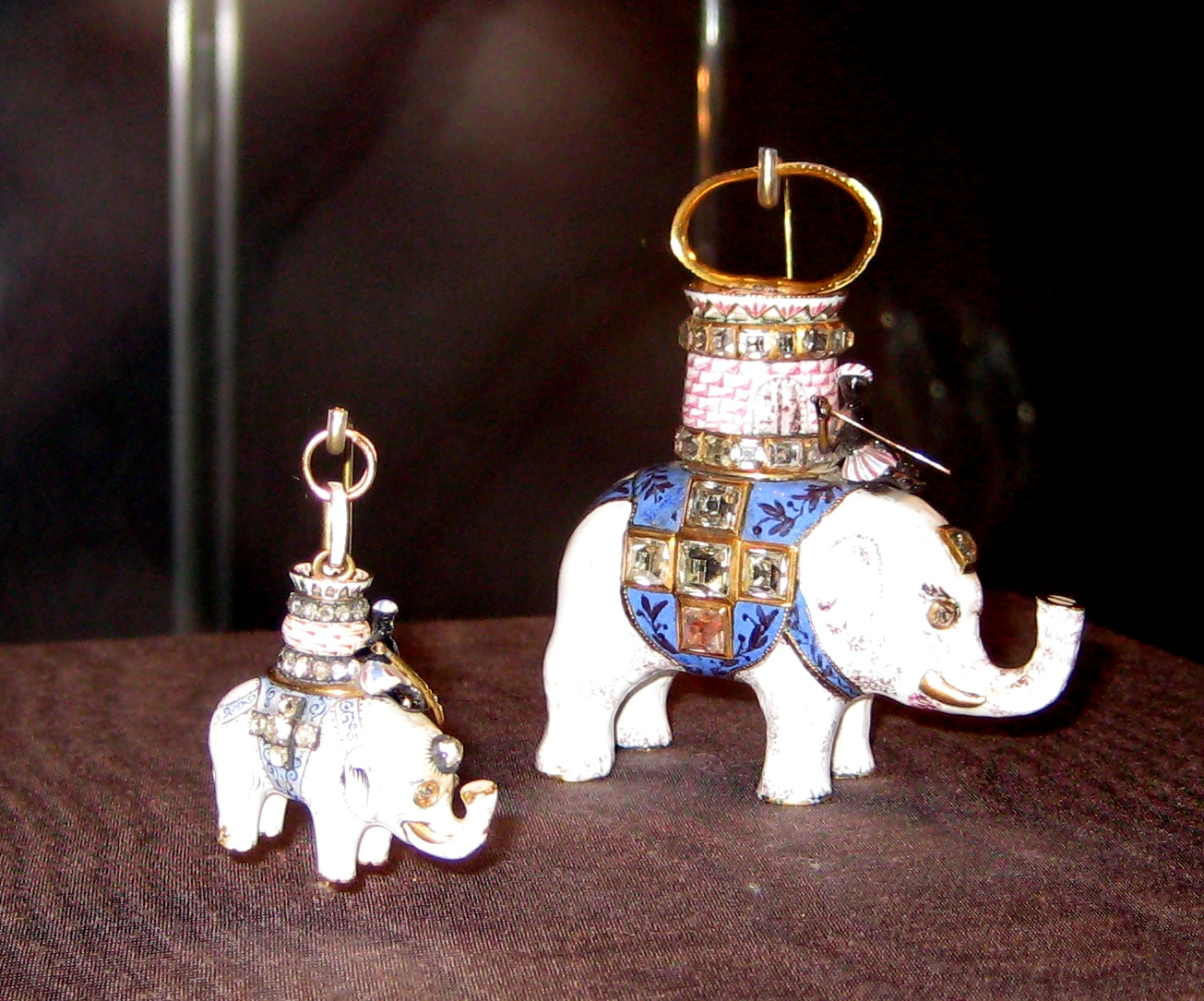
図2 19世紀のメダル

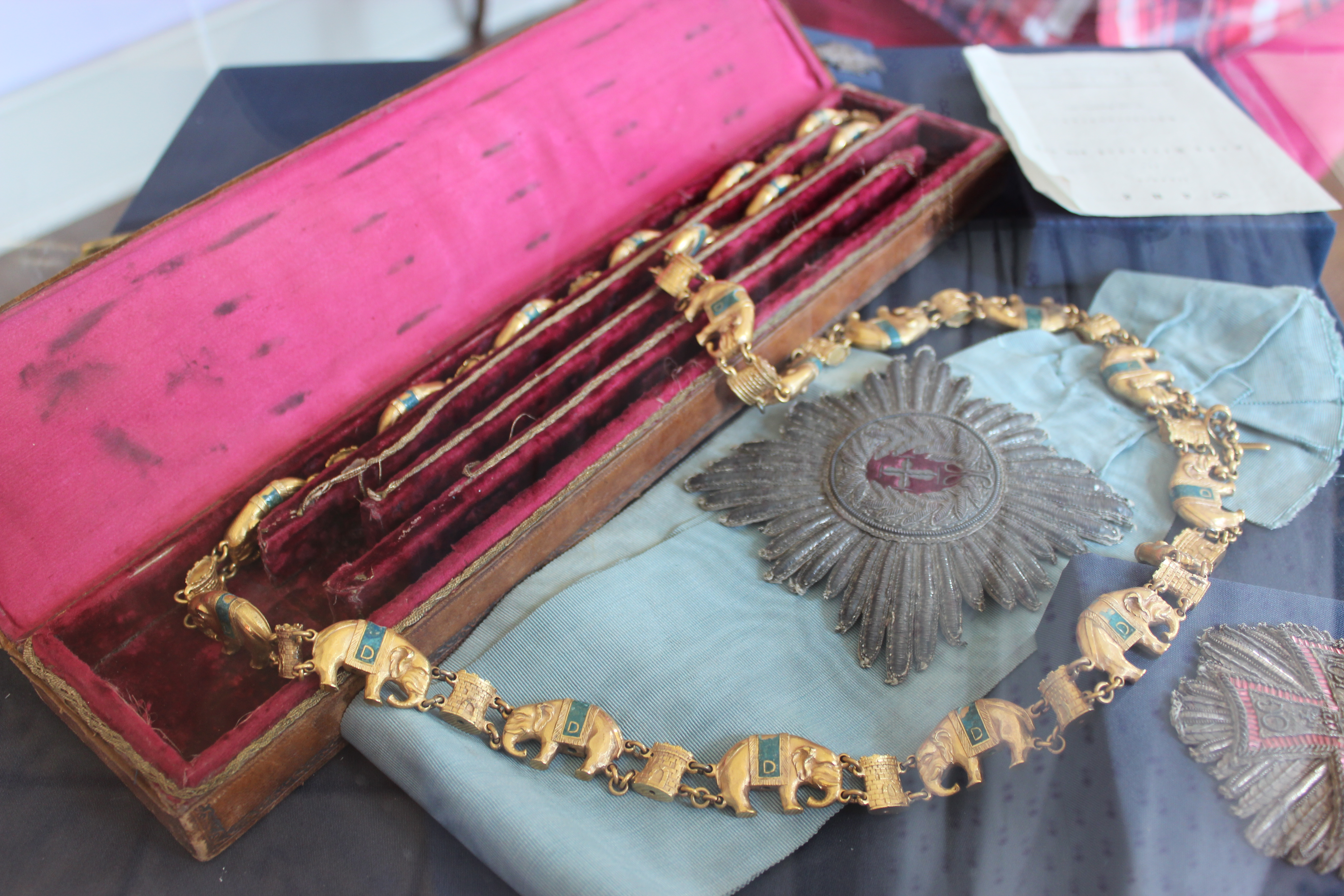
図3 頸飾、星章と絹製の大綬 Pederstrup博物館の展示より

メダル(図2) は長さおよそ5センチメートル、金地に白いエナメルで象を彩り背中に青い布を表したものである。象に載せた見張り塔は石積みをエナメルでピンクに彩色、テーブル・カットのダイアモンドを象の額と両目の3ヵ所にはめ、塔の基部と胸壁の下にもぐるりとめぐらせてある。また象の背にすわる色鮮やかな衣裳にターバンを巻いたムーア人の象使いは、手に金色の棒を握っている。象の右腹にテーブルカットの大粒のダイアモンド5粒を十字に組み、左腹に勲章をデザインした当時の国王の頭文字を飾り彫りするとクラウンで装飾したのである。見張り塔の上部にとりつけた金の輪を用い、頸飾あるいは大綬に留めつける。純金製で象と塔を交互に連ねた頸飾 (図3・下) は法令によると元旦 (デンマーク王家宮廷参内) と重要な儀式 (戴冠式や祝典) にのみ佩用する。
十字の軸に2つずつ角のあるエレファント勲章の星章 (図3・右) は、まさに輝く星のように宝飾が中心から放射状に広がる。中心の赤いエナメル彩色の円盤を銀の葉冠でとりまき、中に白い十字形を置く。
大綬は水色の絹のモアレで、幅は男性用10センチメートル、女性用6センチメートル。左肩にかけ勲章を右腰に佩用する。大綬と頸飾は同時に用いない。
もともと勲騎士は勲章に合わせた身だしなみが規定され、マントをまとって厳粛な行事、例えばデンマーク王家の戴冠式に参列したのである。白のプールポワン (上着) 、白いズボン、白靴下に白い靴を身に着け、赤いマントをまとう。マントは裏地が白く、左胸の星章は銀糸の刺繍であった。上にはおる白い立て襟のケープには炎の模様を金糸で縫い取り、頸飾はこのケープの上につけた (マントをつけるときは大綬を使わず、勲章は頸飾で佩用)。マントに合わせる黒い帽子もあり白と赤のダチョウの羽飾りが付いたのだが、ダンネブロ勲章の騎士がまとう衣裳もこの一式とほぼ同じである。
エレファント勲章の受章者が亡くなると勲章は返納する決まりではあるものの、過去には例外もあった。
- パレ・ド・ジュスティスは、頸飾を展示品として収蔵。(フランス・パリ)
- 元アメリカ大統領が受章したエレファント勲章の頸飾はアイゼンハワー大統領センターが保管[12][13]。 (アメリカ・カンザス州アビリーン)

## 存命の勲騎士および勲騎士団幹部
エレファント勲章勲騎士の一覧 List of Knights of the Order of the Elephant (英語版) も参照。

### デンマーク王国君主勲騎士
- デンマーク国王

### エレファント勲章勲騎士 (受勲年順)

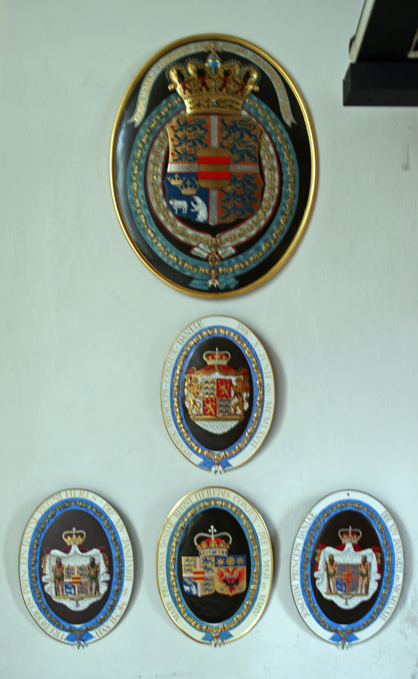
図4 王族の紋章。上からマルグレーテ2世、ヘンリク王配、王太子フレデリク (左) 、王太子妃メアリー (中) 、ヨアキム王子 (右)

- 1947年4月20日: デンマーク女王マルグレーテ2世 (デンマーク王女マルグレーテ)
- 1947年4月20日: デンマーク王女ベネディクテ
- 1947年4月20日: ギリシャ王妃、デンマーク王女アンネ＝マリー (ギリシャ王妃としての名前はアンナ＝マリア)
- 1947年11月16日: グレートブリテン及び北部アイルランド連合王国女王エリザベス2世 (エリザベス王女)
- 1947年11月16日: エディンバラ公フィリップ王配
- 1953年8月8日: 日本国皇太子明仁親王
- 1957年3月5日: 日本国三笠宮崇仁親王
- 1958年2月21日: ノルウェー国王 ハーラル5世
- 1958年4月21日: タイ国王ラーマ9世
- 1960年9月6日: タイ王妃シリキット
- 1961年2月17日: 元デンマーク王子インゴルフ・ア・ローゼンボー
- 1962年1月4日: ギリシャ共和国王コンスタンティノス2世
- 1962年3月11日: デンマーク王女エリサベト
- 1963年5月3日: イラン皇后ファラフ・ディーバ Farah Pahlavi(英語版)
- 1964年9月11日: ギリシャ王女イリニ
- 1964年9月11日: ギリシャ王子ミハイル・ティス・エラザス
- 1965年1月12日: スウェーデン国王 カール16世グスタフ
- 1965年9月28日: 日本国常陸宮正仁親王
- 1967年6月10日: デンマーク王配 ヘンリク
- 1968年2月3日: リヒャルト・ツー・ザイン＝ヴィトゲンシュタイン＝ベルレブルク侯爵
- 1968年6月18日: ベルギー国王アルベール2世
- 1972年1月14日: デンマーク王子ヨアキム
- 1973年1月16日: スウェーデン王女クリスティーナ (マグヌソン夫人) Princess Christina, Mrs. Magnuson (英語版)
- 1973年2月21日: ノルウェー王妃 ソニア
- 1974年4月30日: ウェールズ公チャールズ (当時、イギリス国王チャールズ3世）
- 1975年10月29日: オランダ王女ベアトリクス (当時、オランダ女王ベアトリクス)
- 1976年11月22日: ルクセンブルク大公ジャン
- 1978年10月12日: フランス共和国大統領ヴァレリー・ジスカール・デスタン
- 1980年3月17日: スペイン国王フアン・カルロス1世
- 1980年3月17日: スペイン王妃ソフィア
- 1981年2月25日: アイスランド共和国大統領ヴィグディス・フィンボガドゥティル
- 1983年4月20日: フィンランド共和国大統領マウノ・コイヴィスト
- 1984年6月25日: ポルトガル共和国大統領アントニオ・エアネス
- 1985年9月3日: スウェーデン王妃シルヴィア
- 1986年2月19日: エジプト・アラブ共和国大統領ホスニー・ムバーラク
- 1991年7月20日: ノルウェー王太子ホーコン
- 1992年5月6日: ポルトガル共和国大統領マリオ・アルベルト・ノブレ・ロペス・ソアレス
- 1992年8月9日: ハノーファー王子、ブラウンシュヴァイク＝リューネブルク公、グレートブリテン及びアイルランド王子エルンスト・アウグスト5世
- 1992年10月13日: ノルウェー王女マッタ・ルイーセ
- 1993年7月5日: ポーランド共和国大統領レフ・ヴァウェンサ
- 1994年9月7日: フィンランド共和国大統領マルッティ・アハティサーリ
- 1995年5月16日: ベルギー王妃パオラ
- 1995年7月14日: スウェーデン王太子ヴィクトリア
- 1995年11月17日: デンマーク王国ヨアキム王子妃、モンペザ伯爵夫人アレクサンドラ（現フレゼリクスボー女伯爵）
- 1996年11月18日: アイスランド共和国大統領オラフル・ラグナル・グリムソン
- 1997年1月14日: ギリシャ王太子・スパルタ公パウロス。
- 1997年3月18日: ラトビア共和国大統領グンティス・ウルマニス Guntis Ulmanis (英語版)
- 1998年1月31日: オラニエ公ウィレム＝アレクサンダー（現オランダ国王）
- 1998年4月27日: ヨルダン王妃ヌール・アル＝フセイン
- 1998年6月2日: 日本国上皇后美智子
- 1999年5月3日: ブラジル連邦共和国大統領フェルナンド・エンリケ・カルドーゾ
- 2000年5月23日: ルーマニア大統領エミル・コンスタンティネスク
- 2000年10月17日: ブルガリア大統領ペータル・ストヤノフ Petar Stoyanov (英語版)
- 2001年2月7日: タイ王国王位継承者ワチラーロンコーン
- 2001年4月3日: フィンランド共和国大統領タルヤ・ハロネン
- 2001年10月10日: スロベニア共和国大統領ミラン・クーチャン
- 2002年5月28日: ブラバント公フィリップ (現ベルギー王)
- 2003年10月21日: ルクセンブルク大公アンリ
- 2003年10月20日: ルクセンブルク大公妃マリア・テレサ
- 2004年3月16日: ルーマニア大統領イオン・イリエスク
- 2004年5月9日: デンマーク王太子妃メアリー
- 2004年11月16日: 日本国皇太子徳仁親王
- 2006年3月29日: ブルガリア共和国ゲオルギ・パルヴァノフ
- 2006年5月24日: ギリシャ共和国大統領カロロス・パプーリアス
- 2007年9月12日: ブラジル連邦共和国大統領ルイス・イナシオ・ルーラ・ダ・シルヴァ[15]
- 2008年2月18日: メキシコ合衆国大統領フェリーペ・デ・ヘスス・カルデロン・イノホーサ
- 2008年5月24日: デンマーク王国ヨアキム王子妃、モンペザ伯爵夫人マリー・カヴァリエ[16]
- 2011年5月11日: 大韓民国大統領李明博
- 2012年10月23日: スロバキア共和国大統領イヴァン・ガシュパロヴィッチ
- 2013年4月4日: フィンランド共和国大統領サウリ・ニーニスト
- 2014年10月21日: クロアチア共和国大統領イヴォ・ヨシポヴィッチ
- 2015年3月17日: オランダ王妃マクシマ
- 2022年1月21日: ノルウェー王女イングリッド・アレクサンドラ
- 2023年10月15日: デンマーク王子クリスチャン

### ダンネブロ勲章勲騎士団幹部
- 書記官: Henning Fode (デンマーク語)(国王私設式部長官)
- 財務役員: Paul Fischer (式部官、大使、法学博士)
- 書記官: Per Thornit (デンマーク語版) (式部官、王位継承資格のある王子と王女の侍従長)
- 史料編纂: クヌード・J・V・イェスパーセン Knud J.V. Jespersen (デンマーク語版) (Ph.D.)

## その他の貴族騎士

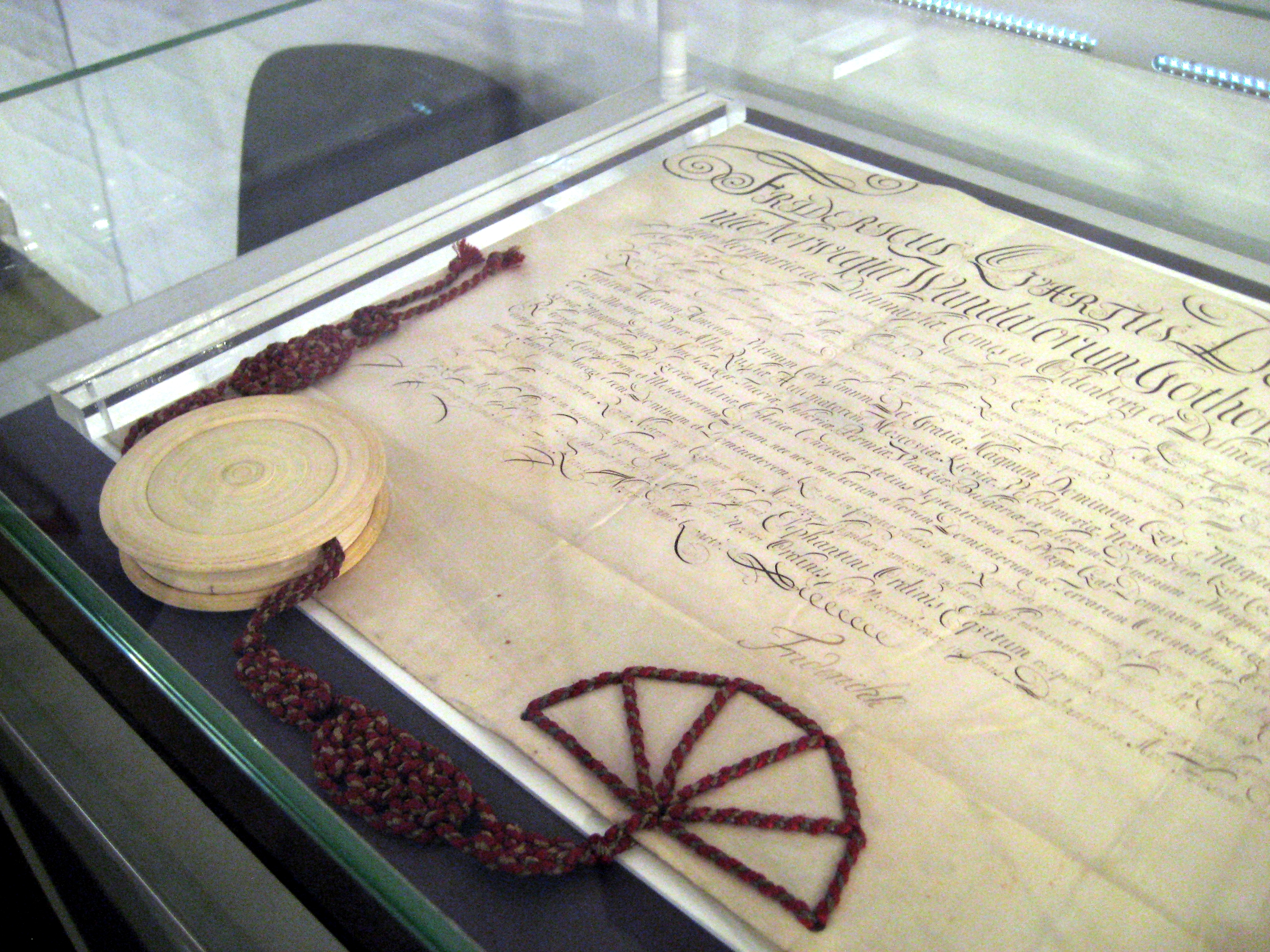
図5 ピョートル1世の叙勲の証書 (1713年2月18日)。デンマーク王フレゼリク4世から授与された。 RGADA

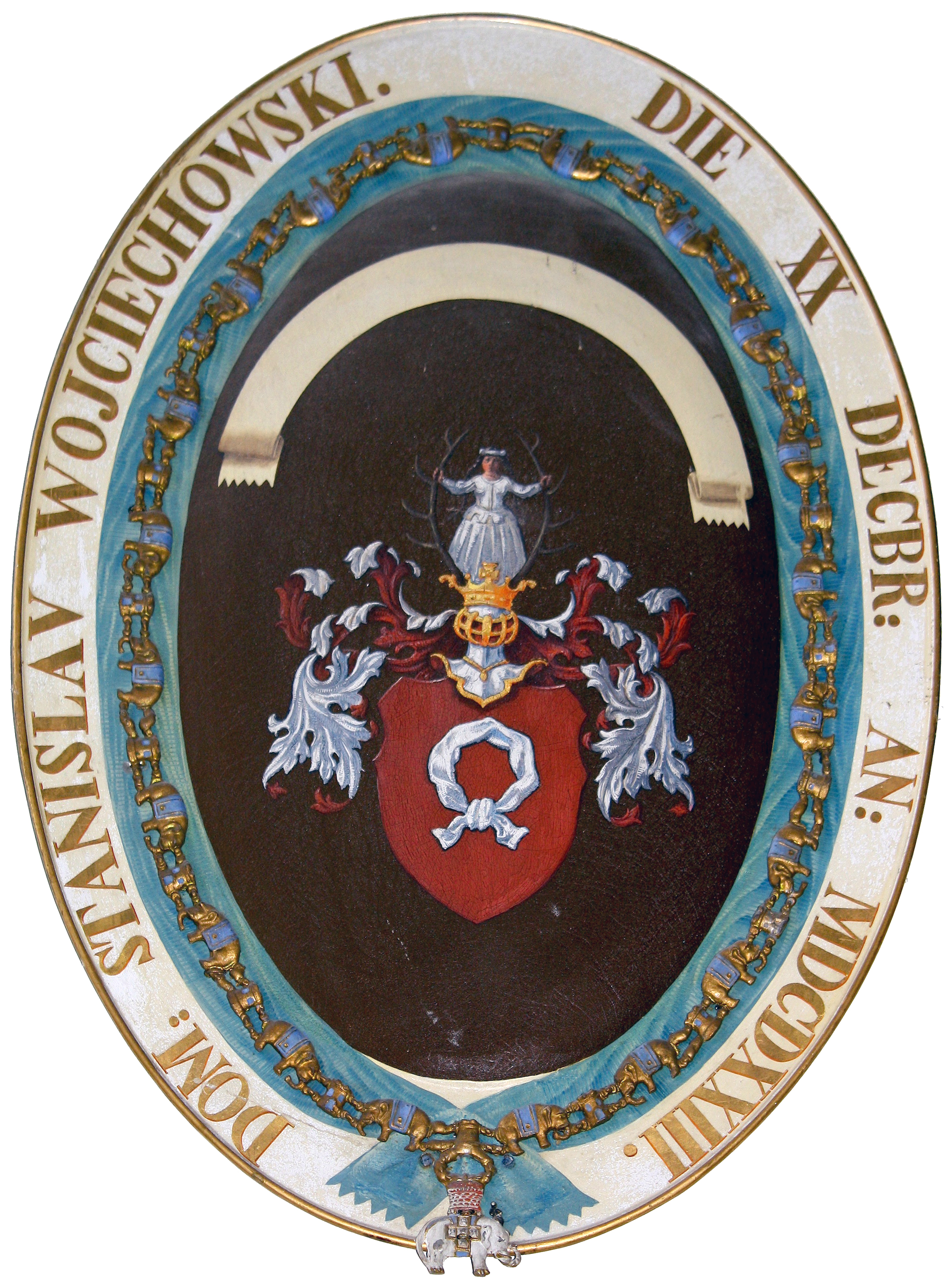
図6 スタニスワフ・ヴォイチェホフスキの勲章 (1923)

図7 ニールス・ボーアの勲章 (1947)

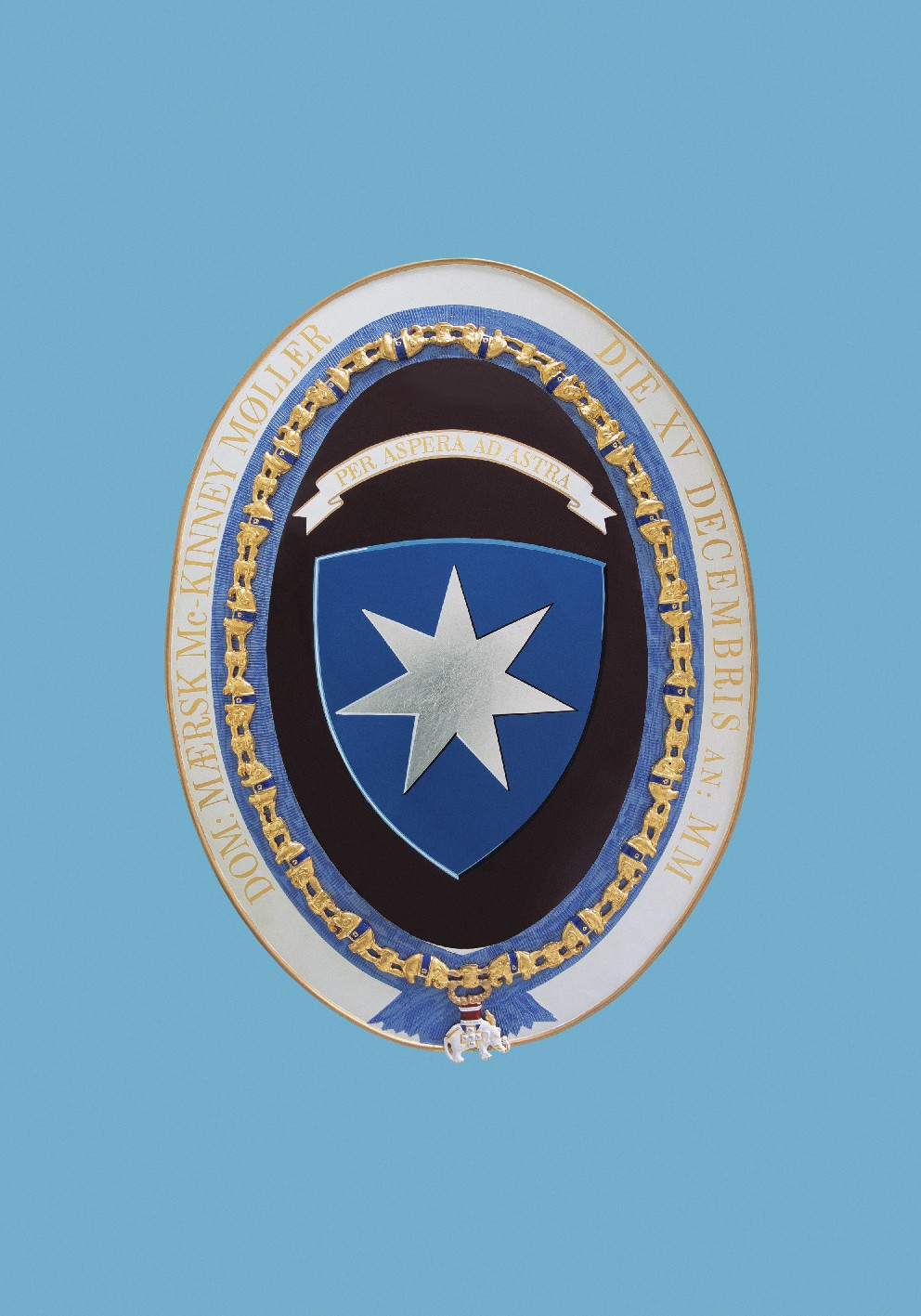
図8 マースク・マッキニー・モラーの勲章 (2000)

20世紀以前の騎士:

### 19世紀まで
- 1578: ティコ・ブラーエ (天文学者、占星術師) （英語版）・（ドイツ語版） [18]
- 1580: Heinrich Rantzau (ドイツ語版) (ドイツ=デンマーク人文主義作家、政治家)[19]
- 1659: Jacob van Wassenaer Obdam (英語版) (軍司令官・中将) [20]
- 1659: Egbert Bartholomeusz Kortenaer (オランダ語版) (英語版)(北方戦争軍副司令官)
- 1676: コルネリス・トロンプ Cornelis Tromp (英語) (ドイツ=デンマーク海軍提督)
- 1676: Ernst Albrecht von Eberstein (デンマーク語) (軍将校)
- 1713: ピョートル1世 (モスクワ・ロシアのツァーリのちに皇帝)
- 1748: クリスチャン・レアケ (伯爵、レアケンボーの所有者)
- 1790: Ernst Heinrich von Schimmelmann (オランダ語) (英語版) (政治家、実業家、芸術家のパトロン)
- 1801: ヴィルヘルム・フォン・ヴュルテンベルク (デンマークの将軍、コペンハーゲンの海戦下のコペンハーゲン市軍政長官)
- 1878: J.B.S. Estrup (: デンマーク語版) (英語版) (デンマークの実業家、政治家、国務院議長)

### 20世紀
- 1912: ヴィルヘルム・トムセン (デンマーク語学博士)[21]
- 1919: H.N. Andersen (デンマーク人実業家、総領事、評議員)
- 1919: カール・グスタフ・エミール・マンネルヘイム (フィンランド社会主義労働者共和国大統領、フィンランド軍最高司令官)
- 1923: スタニスワフ・ヴォイチェホフスキ　Stanisław Wojciechowski (英語版)(ポーランド共和国大統領)
- 1925: トマーシュ・マサリク (チェコスロバキア共和国初代大統領)
- 1937: レザー・パフラヴィー(パフラヴィー朝イラン*初代皇帝) (*イランの旧国名)
- 1940: ホルティ・ミクローシュ (オーストリア＝ハンガリー帝国海軍総司令官、ハンガリー王国執政)
- 1945: 初代アラメインのモントゴメリー子爵  (イギリス陸軍参謀総長)[22]
- 1945: ドワイト・D・アイゼンハワー (アメリカ合衆国大統領、陸軍参謀総長)[23]
- 1947: ニールス・ボーア (教授、哲学博士、科学博士、工学博士、デンマーク人ノーベル物理学賞受賞者、コペンハーゲン解釈の発信 (「量子論」) [21]
- 1950: ウィンストン・チャーチル (イギリス首相、ノーベル文学賞受賞者)[23]
- 1954: ハイレ・セラシエ1世 (エチオピア皇帝)
- 1970: ジュリウス・ニエレレ (タンザニア連合共和国大統領)
- 1974: ヨシップ・ブロズ・チトー (ユーゴスラビア社会主義連邦共和国大統領)
- 1989: リヒャルト・フォン・ヴァイツゼッカー (ドイツ連邦共和国大統領)
- 1980*: ニコラエ・チャウシェスク (ルーマニア社会主義共和国初代大統領)

(*注: 1980年11月のデンマーク訪問時に受賞するが1989年12月23日、デンマーク女王が取り消し。勲章の返還によりチャウシェスクは公式の登録簿から抹消。)
- 1993: オスカル・ルイージ・スカルファロ (イタリア共和国大統領)
- 1996: ネルソン・マンデラ (南アフリカ共和国大統領)[22]
- 2000: マースク・マッキニー・モラー Mærsk Mc-Kinney Møller　en:Mærsk Mc-Kinney Møller (英語版) (デンマーク海運王)[21]

## 架空の受勲者
- ハリー・フラッシュマン　ジョージ・マクドナルド・フレーザー George MacDonald Fraser (英語版) の冒険小説に登場する人物。トマス・ヒューズ (1822–1896) の自伝的小説『トム・ブラウンの学校生活』 (1857) [25]から想を得たとされる。おそらく小説『Royal Flash』[26]で受勲し、続刊ではフラッシュマンの受章した勲章の一つとしてたびたび引き合いに出される。)

## 参考資料
- 15世紀のクリスチャン1世時代のキリスト教兄弟団 (コンフラタニティ) の歴史と勲章について (改訂版『王家の騎士団――中世後期ヨーロッパにおける王国の勲騎士制度　1325年–1520年』(英語)) [27]。
- ダンネボロ勲章および同星章の写真